# Dayton (Montana)
Dayton salish: iʔɫixʷ, ktunaxa: aki¢qa) és una concentració de població designada pel cens dels Estats Units a l'estat de Montana. Segons el cens del 2000 tenia 95 habitants.

## Demografia
Segons el cens del 2000, Dayton tenia 95 habitants, 48 habitatges, i 28 famílies. La densitat de població era de 67,9 habitants per km².
Dels 48 habitatges en un 8,3% hi vivien nens de menys de 18 anys, en un 58,3% hi vivien parelles casades, en un 0% dones solteres, i en un 39,6% no eren unitats familiars. En el 31,3% dels habitatges hi vivien persones soles el 14,6% de les quals corresponia a persones de 65 anys o més que vivien soles. El nombre mitjà de persones vivint en cada habitatge era d'1,98 i el nombre mitjà de persones que vivien en cada família era de 2,45.
Per edats la població es repartia de la següent manera: un 8,4% tenia menys de 18 anys, un 4,2% entre 18 i 24, un 17,9% entre 25 i 44, un 45,3% de 45 a 60 i un 24,2% 65 anys o més.
L'edat mediana era de 54 anys. Per cada 100 dones de 18 o més anys hi havia 81,3 homes.
La renda mediana per habitatge era de 33.125 $ i la renda mediana per família de 42.500 $. Els homes tenien una renda mediana de 15.833 $ mentre que les dones 15.417 $. La renda per capita de la població era de 18.501 $. Cap de les famílies estaven per davall del llindar de pobresa.

## Poblacions més properes
El següent diagrama mostra les poblacions més properes.